# Velká Cheta
Velká Cheta (rusky Большая Хета) je řeka v Krasnojarském kraji v Rusku. Je 646 km dlouhá. Povodí má rozlohu 20 700 km².

## Průběh toku
Protéká Západosibiřskou rovinou. Říční koryto je značně členité. Ústí zleva do Jeniseje na jeho dolním toku.

## Vodní režim
Zdrojem vody jsou převážně sněhové srážky.

## Využití
Řeka je bohatá na ryby.